# Hilf al-Fudul
Hilf al-Fudul (arabiska: حِلفُ الفُضُول, De dygdigas allians) var en allians som skapades i Mecka år 590 av den islamiske profeten Muhammed (då han var tjugo år gammal och innan mabath) och vissa Meckabor för att etablera rättvisa för alla i samhället genom kollektiva handlingar, till och med för de som inte hade kopplingar till de med makt.